# Jugoszláv férfi jégkorong-válogatott
A Jugoszláv férfi jégkorong-válogatott Jugoszlávia nemzeti csapata volt, 1992-ben Jugoszlávia szétválásával megszűnt. Jogutóda előbb a Szerbia és Montenegró-i válogatott, majd Szerbia és Montenegró szétválásával a szerb válogatott lett.
A jugoszláv válogatott egyszer szerepelt A divíziós jégkorong világbajnokságon; 1939-ben a 13. helyen végeztek. Téli olimpián öt alkalommal szerepeltek; legjobb helyezésük 1968-ból egy kilencedik hely.

## Eredmények
1920 és 1968 között a téli olimpia minősült az az évi világbajnokságnak is. Ezek az eredmények kétszer szerepelnek a listában.

### Világbajnokság
- 1939 – 13. hely
- 1951–1992 – nem jutott ki az élvonalbeli világbajnokságra

### Olimpiai játékok
- 1920–1960 – nem jutott ki
- 1964 – 14. hely
- 1968 – 9. hely
- 1972 – 11. hely
- 1976 – 10. hely
- 1980 – nem jutott ki
- 1984 – 11. hely
- 1988–1992 – nem jutott ki